# Вольф 1055
Вольф 1055 (лат. Wolf 1055) — двойная звезда в созвездии Орла. Находится на расстоянии около 19 световых лет от Солнца. Неофициальное название компонента B — «Звезда ван Бисбрука».

## История изучения
Звезда впервые была зарегистрирована Максимилианом Вольфом в 1919 году. Позже американский астроном Фрэнк Росс вычислил собственное движение главного компонента системы, Вольф 1055 А, опубликовав полученные данные в мае 1928 года. В 1940 году Жорж ван Бисбрук открыл второй компонент, Вольф 1055 В, который впоследствии стал носить его имя. В 1944 году ван Бисбрук зарегистрировал максимальное расстояние, на которое удаляются обе звезды друг от друга, — 77“ или 440 а. е.

## Характеристики
Оба компонента довольно тусклые, поэтому их не видно невооружённым глазом; оба они принадлежат к классу вспыхивающих звёзд.

### Вольф 1055 А
Компонент Вольф 1055 А представляет собой холодный и тусклый красный карлик, имеющий массу и диаметр 48 % и 54,2 % солнечных соответственно; светимость  0.0326 ± 0.0004 L☉ , 3 % солнечной. Как переменная звезда, данный компонент имеет дополнительное обозначение V1428 Орла.

### Вольф 1055 В (Звезда ван Бисбрука)
Второй компонент — Вольф 1055. По размерам и массе он ещё больше уступает Солнцу. Он имеет всего лишь около 9 % массы, 10,2 % диаметра Солнца, что приближает его к размерам Юпитера. Температура поверхности звезды составляет около 2700 кельвинов. В 1994 году команда астрономов зарегистрировала мощную вспышку на звезде, температура её поверхности возросла в 50 тысяч раз. Исследователи полагают, что данное событие обусловлено мощным проявлением магнитного поля звезды. В 2000 году у Вольфа 1055 В была зарегистрирована мощная вспышка, видимая в рентгеновском диапазоне, что подтверждает данные о корональной активности. Как переменная звезда, данный компонент имеет дополнительное обозначение V1298 Орла.

## Планетная система
У звезды Вольф 1055 А с наблюдениями со спектрографа CARMENES и архивными данными спектрографов HIRES и HARPS открыта экзопланета, названная первооткрывателями не Вольф 1055 A b, а HD 180617 b (по обозначению звезды A в астрономическом каталоге Генри Дрейпера). Открытие было сделано при помощи метода лучевых скоростей. Минимальная масса планеты — 12,2 +1,0/-1,4 масс Земли (сопоставимо с массой Нептуна), период обращения — 105,9 ± 0,1 дня, эксцентриситет — 0,16 +0,05/-0,10, большая полуось — 0,3357 а.е. Орбита HD 180617 b проходит у дальней границы зоны обитаемости звезды Вольф 1055 А.

## Ближайшее окружение звезды
Ближайшей звездой к системе Вольф 1055 AB является Альтаир. На ночном небе гипотетических планет, обращающихся вокруг компонент Вольф 1055, Альтаир, имеющий абсолютную звёздную величину 2,22m, с расстояния 3,7 св. лет (1,13 пк) будет иметь видимую звёздную величину -2,515m.
Следующие звёздные системы находятся на расстоянии в пределах 10 световых лет от Вольф 1055:
| Звезда          | Спектральный класс | Расстояние, св. лет |
| Альтаир         | A7 V               | 3,7                 |
| 70 Змееносца AB | K0 Ve/K5 Ve        | 6,1                 |
| G 184-19 AB     | M4,5 V/M4,5 V      | 9,3                 |
| ISO 417         | M1 V               | 9,7                 |
| BD-03 4233      | M0 V               | 9,9                 |